# Terahertzové záření

Umístění terahertzových vln v elektromagnetickém spektru

Terahertzové záření, T-paprsky, terahertzové paprsky i submilimetrové vlny (anglicky T-rays nebo submillimeter radiation) je označení pro oblast elektromagnetického spektra ležící na rozhraní mikrovlnného a infračerveného záření. Frekvence odpovídajícího elektromagnetického vlnění je 300 gigahertz až 3 terahertz, což odpovídá vlnové délce menší než 1000 µm (1  mm) a větší než 100 µm. Terahertzové vlny proniknou oblečením, papírem, dřevem, zdivem, umělou hmotou i keramikou. Škodlivost terahertzového záření nebyla dosud prokázána.

## Historie
Existence T-paprsků je známá od začátku 20. století. Dlouhou dobu zůstávalo toto záření stranou zájmu, zejména pro technické potíže při jeho generaci a detekci. Rozvoj výzkumu nastal kolem roku 1990, po vynálezu zdrojů a detektorů terahertzového záření. Od počátku 21. století se jednalo o oblast, kde docházelo poměrně často k novým objevům a očekávalo se, že toto záření nalezne i průmyslové využití, mluvilo se o něm jako o velmi nadějné oblasti pro zobrazovací techniky, s významem sahajícím od medicínské diagnostiky po monitorování znečištění životního prostředí.

## Využití
Terahertzové záření má značný potenciál v řadě aplikací spektroskopii, nedestruktivního zkoušení, bezpečnostních technologiích, biologii a medicíně, astronomii, při měření velmi krátkých časových úseků a v telekomunikacích.

### Bezpečnostní technologie
Terahertzové záření „vidí“ jiné materiály než klasické viditelné světlo. Terahertzové záření zejména proniká skrz většinu plastických hmot a oděvů, ale není propouštěno vodou. Díky těmto vlastnostem je terahertzové záření nástrojem pro různé bezpečnostní kontroly.
Tyto detektory se velmi účinně používají k identifikaci skrytých materiálů, zbraní nebo výbušnin. Výhodou t-paprsků oproti rentgenovému záření je , že pronikají mnoha typy materiálů bez zdravotních rizik.
Typy skenerů s T-paprsky jsou různé, od podobných fotokopírce, kde se na snímací plochu pokládá zavazadlo, až po velké průchozí plenty nebo přijímače naladěného k vyhledávání zakopaných výbušnin před postupem vojska. Protože skener může být přizpůsoben k detekci spektrálních otisků různých materiálů, je možné aby zahrnoval rozsáhlou databázi, která umožní identifikaci a detekci široké škály materiálů.
V roce 2010 se uvažovalo o využití terahertzových skenerů na letištích. Toto využití v roce 2010 nové technologie budilo kontroverze, jelikož terahertzový skener při kontrole osob vytváří fotografie, které částečně odstraňují oblečení; tím je ale umožněno, že například zbraně, výbušné pásy apod. jsou jasně viditelné, stejně jako další osobní předměty.

### Zobrazování v lékařství
Terahertzové záření proniká několik milimetrů do tkání s nízkým obsahem vody. Jeho citlivost na obsah vody jej předurčuje k použití jako sondu některých typů nádorů. Na rozdíl od rentgenových paprsků je terahertzové záření neionizující, což znamená, že jeho energie je příliš nízká než aby mohlo jakkoliv poškodit tkáně.

### Telekomunikace
Systémy založené na vlnách s terahertzovou nosnou frekvencí mohou pracovat s modulací ve velmi širokém frekvenčním pásmu a tak umožnit velmi vysoké přenosové rychlosti, které v principu mohou dosahovat řádu 1011 bits·s−1.